# Parade planétaire de 2016
La parade planétaire de 2016 est un alignement des planètes Jupiter, Mars, Saturne, Vénus et Mercure dans le ciel de la Terre, les cinq planètes étant visibles simultanément. Cet événement a lieu du 20 janvier au 20 février 2016.
Pendant une partie de ce temps, la Lune était visible avec les cinq planètes dans le ciel.